# Israel Finkelstein
Israel Finkelstein, född 1949 i Petach Tikwa, är en israelisk arkeolog och fackboksförfattare. Han är mest känd för sina tvivel på Gamla Testamentets historicitet.
Finkelstein är professor i arkeologi och direktor för Sonia och Marco Nadlers Arkeologiska Institut vid Tel Avivs universitet. Han har verkat som gästprofessor i Chicago, Harvard och Sorbonne. Han har samarbetat med Yuval Goren och Nadav Na'aman om den petrografiska analysen av Amarnabreven och leder för närvarande[när?] de uppmärksammade utgrävningarna vid fyndorten Megiddo i norra Israel.
I samproduktionerna med Neil A. Silberman hävdar Finkelstein att Bibelns kronologi och historieskrivning måste justeras på flera avgörande punkter: Judarna är bara en av flera kananeiska stammar och någon stamfader Abraham, som kom från Irak till Kanaans land finns det inga historiska belägg för att det har funnits. Någon fångenskap i Egypten som ledde till någon Exodus kan heller inte beläggas vare sig med arkeologi eller andra källor. Därav följer att ingen heller passerade berget Sinai och där försågs med stentavlor och budord. Landet återerövrades inte under Josua och någon regional stormakt under kung David skapade man inte heller. En möjlig förklaring är att den judiska religionens grundare/präster/utövare gett en materiell (påhittad) verklighet för att övertyga och engagera människor.
Dessa teorier och dateringar är kontoversiella. De har väckt invändningar från både teologers och arkeologer: judendomens och därmed de två avknoppade abrahamitiska religionernas rötter sträcker sig enligt Finkelstein endast tillbaka till 600-talet f.Kr.

## Bibliografi (i urval)

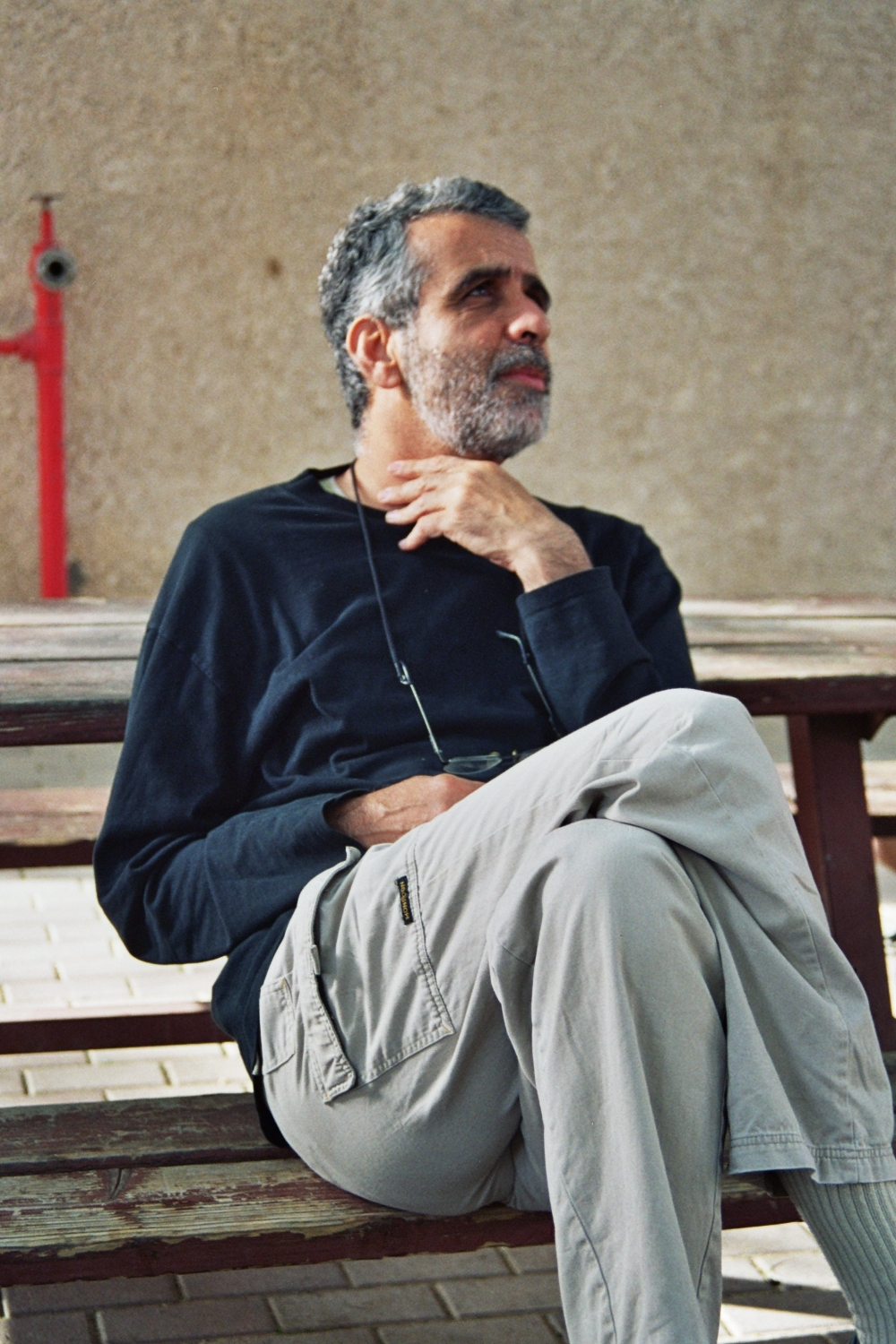
Israel Finkelstein.